# Carl Magnus Appelberg

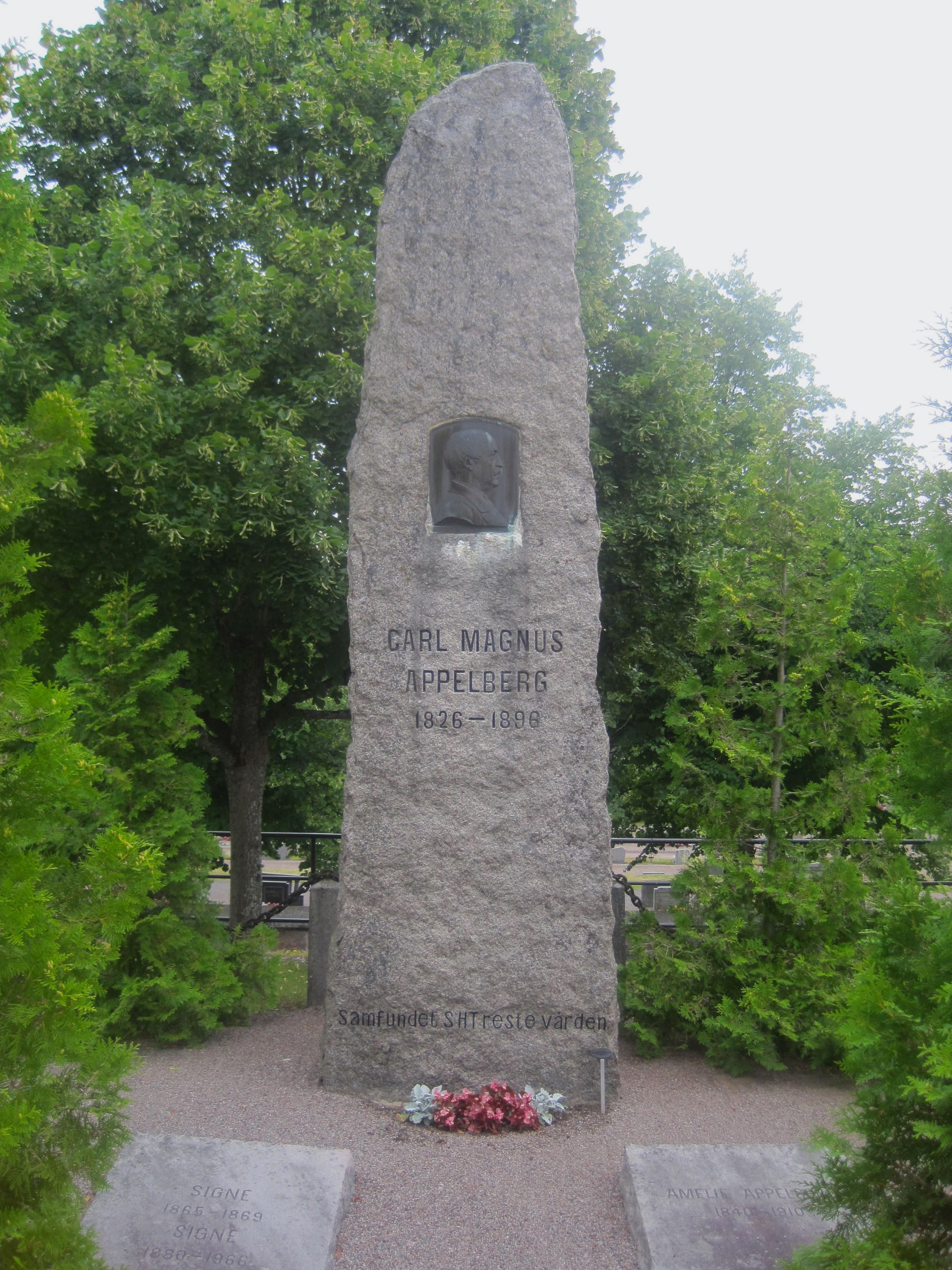
Carl Magnus Appelbergs grav på Kisa kyrkogård. Gravvården restes av Samfundet SHT 1902.

Carl Magnus Appelberg, född den 16 november 1826 i Göteborg, död den 10 april 1896 i Linköping, var en svensk läkare och en av instiftarna av Samfundet SHT.
Appelberg blev 1843 student och 1850 filosofie kandidat vid Uppsala universitet. År 1851 blev han filosofie magister, varefter han 1859 även avlade medicine licentiatexamen. Han utnämndes 1861 till andre bataljonsläkare vid första livgrenadjärregementet, 1862 till förste bataljonsläkare och 1873 till regementsläkare. Åren 1879–1894 var han fördelningsläkare inom andra arméfördelningen. 
Under studietiden var han 1844 med om att instifta Samfundet SHT, och sedan detta i sin äldsta form insomnat var det Appelberg som 1850 återupplivade det till dess ännu fortgående verksamhet. Han ledde det i egenskap av stormästare fram till 1859 då han flyttade till Kisa. År 1880 grundade han även en filialloge av samfundet i Linköping. Till samfundets publikationer lämnade Appelberg bidrag på både vers och prosa och han var även författare av spexet Skeninge möte.
1890 präglades en medalj över Appelberg. En minnesvård över Appelberg avtäcktes i Kisa den 1 juni 1902.